# 東京図鑑エンタテインメント
東京図鑑エンタテインメント（とうきょうずかんエン2010年11月から、株式会社エッグコアとなった。
公式ホームページは、2017年にリニューアル予告をしたままリンク切れとなっている。

## 概要
タレント（アイドル、ゲーマー）の育成や芸能活動、とりわけテレビゲーム関係の活動に力を入れている。テレビゲーム関連の連載やイベントの司会等を務める杏野はるななどが所属している。以前は痴漢を捕まえてマスコミ等で一時期話題になった倉持由香も所属していた。定期的に所属タレントを交えた一般参加型のテレビゲーム大会などが開催される。

## 所属タレント
- ジャンクハンター吉田

## かつて所属していたタレント
- 倉持結香（現・倉持由香）（→フリー→G.P.R）
- 杏野はるな
- 香月梨子
- 小牧まこ（→フリー）
- 武川葵
- 速水亜理沙
- 春野ちえり
- グラまらす
- 栗田美奈
- 森川ちひろ
- 水野美穂
- 中村・フランシス・アイバン
- 雪城妃理
- 荒井清和（イラストレーター）
- 中野龍三（プロゲーマー）
- 忍者増田（ライター）
- 板橋ザンギエフ（プロゲーマー）
- 市原雄亮（指揮者）
- 文月悠光（詩人）
- 城イドム（ライター）
- ワッキー貝山

## 東京ゲームプリンセス
同事務所が手掛けるプロ級のゲーマーを目指す女性タレント育成機関。2008年現在、日本ではまだプロのゲーマーが存在しておらず、海外（韓国、アメリカ等）ではサッカー選手や野球選手と同じようにプロのテレビゲームの選手が活躍し、多額の報酬を得ることがあるという現状から立ち上げられた。
応募資格は、8歳 - 15歳（以前は10歳 - 25歳）までの女性だったが、結局杏野はるなのみの所属であった。
数十名の応募があったが、全員落とされている。テレビゲームの腕だけではなく、タレントとしての性格や海外でも活動ができることが要求されている。

## 東京ゲーム図鑑
『東京ゲーム図鑑』（トウキョウゲームズカン）とは、EXエンタテイメントで放送されていたバラエティ番組。
本来は『ジュニアのススメ』内でゲームコーナーとして放送されていたが、後に「東京ゲーム図鑑」という番組として放送される。スタッフや出演者などが選定したゲームを杏野はるなが攻略するのが主な目的である。杏野はるな以外にも東京図鑑のマネージャーや倉持結香など事務所関係者が出演している。
番組内ルールとしてコンティニューを繰り返すごとに杏野はるなの財布から100円ずつ没収し、中身が尽きるまでゲームが可能。番組後は、溜まった総計額で視聴者にプレゼントを贈呈する。